# Cirrhochrista annulifera
Cirrhochrista annulifera is een vlinder uit de familie van de grasmotten (Crambidae), uit de onderfamilie van de Spilomelinae. De wetenschappelijke naam van deze soort is voor het eerst voorgesteld door George Francis Hampson in een publicatie uit 1919.

## Verspreiding
De soort komt voor in Pakistan, China, India, Papoea-Nieuw-Guinea (D'Entrecasteaux-eilanden) en Australië.

## Waardplanten
De rups leeft op soorten van het geslacht Ficus uit de moerbeifamilie.